# Kerstin Abram-Nilsson
Kerstin Abram-Nilsson Axelsson, född Abram-Nilsson 7 juli 1931 i Stockholm, död 18 december 1998 i Djursholm, var en svensk konstnär och illustratör.

## Biografi
Kerstin Abram-Nilsson var dotter till läkaren Abram Nilsson och sjuksköterskan Margareta Dahlström samt gifte sig 1962 med arkitekten Axel Valdemar Axelsson.
Hon studerade 1951–1952 vid Konstfackskolan och 1953–1958 vid Konsthögskolan i Stockholm. Hon arbetade därefter i Somalia, Trinidad och Mexiko med illustrationer och reportage. Hon har även gjort frimärken, bland annat för det första Världsflyktingrådet. 1965–1966 arbetade hon i Grafiska sällskapets verkstad i Stockholm.
Hon har gjort debattutställningar om energifrågor och miljöfrågor. Hon var lärare vid Konstfack 1971–89, illustrerat en skolbok om Somalia, varit lärare i Trinidad och gjort teater i Venezuela tillsammans med den fria teatergruppen Teater 9. Hennes verk har visats på utställningar i Europa, USA, Mexiko och Sovjetunionen. Hon har gjort utsmyckningar till Huddinge sjukhus och Stockholms universitetsbibliotek vid Frescati och  är representerad vid Kalmar konstmuseum och Moderna museet.
Hon har också skrivit Porträtt inifrån samt artiklar för tidskrifterna Paletten, Synpunkt och Konstvännen.

## Priser och utmärkelser
- 1979 – Knut V. Pettersson-stipendiet